# Digital hukommelse
Digital hukommelse er hukommelse, som anvendes til at gemme bitinformation.
En hukommelsesbits formål er at gemme en værdi, der har netop én af to mulige tilstande. De to tilstande vælges i mange tilfælde at blive fortolket som "0" og "1," "lav" og "høj" eller "tændt/on" og "slukket/off".
Den mindste digitale hukommelse er netop én bit (databit) og kan f.eks. realiseres med en såkaldt flip-flop. Mange flip-flop sat sammen, er en måde at realisere statisk ram på.
Digital hukommelse, som kan læses fra eller skrives til elektrisk, evalueres efter flere egenskaber:
- Om hukommelsen kan ændres.
- Hvis hukommelsen kan ændres, skelnes mellem hukommelse der er permanent (husker selvom spændingen fjernes) – eller flygtig (glemmer eller er udefineret når spændingen fjernes og tilføres igen).
- Hvor stor den mindste hukommelsesblok er. En hukommelsesblok kan f.eks. være en bit, byte eller større hukommelsesblok.
- Hvordan man "får fat" i en hukommelsesblok – også kaldet adressering af en hukommelsesblok. Adressering sker via en adressebus, der består af én eller flere adresselinjer.
- Når en hukommelsesblok er blevet adresseret kan man læse fra den – eller skrive til den – og det sker via en databus, der består af én eller flere datalinjer.
- Om man umiddelbart kan læse fra eller skrive til en vilkårlig hukommelsesblok (random access) – eller man skal vente på f.eks. mekanisk positionering mellem et læse/skrive-hoved og et hukommelsesmedie (f.eks. sekventiel adgang – eller sporskiftning, vente på rette rotationsvinkel).
- Hvor hurtigt man kan læse fra hukommelsen.
- Hvor hurtigt man kan skrive til hukommelsen.

Groft set har man fra historisk tid og til i dag følgende hukommelseskategorier:
- Hurtigt, middeldyr, men flygtig hukommelse – RAM (mest benyttet dynamisk ram, sjældnere statisk ram), katodestrålerør, forsinkelsesled (delay lines).
- Relativ dyr, relativ hurtigt permanent hukommelse – flash-lager (tidligere teknologier ROM, EPROM, EEPROM, magnetisk boblehukommelse), ferritkernelager.
- Relativ billig, middelhurtig permanent hukommelse harddisk (tidligere tromlelager, diskette).
- Billig, sekventiel middelhurtig permanent hukommelse – båndbackup, CD ROM, DVD.

RAM bliver anvendt tæt forbundet til en computers cpu, så operationer kan ske så hurtigt som muligt. Fordelen ved RAM er, at det er hurtigt at læse fra og skrive til, mens ulemperne er, at det er dyrt og mister dataene, når spændingsforsyningen ophører.
Flash-lager bliver anvendt til at transportere data fra f.eks. et kamera eller PC til f.eks. en anden PC. Flash-lager bliver (2008) hastigt billigere og bliver derfor anvendt i stedet for harddiske – de kaldes i så fald SSD.
Harddisken anvendes til at gemme styresystem, computerprogrammer, multimedia og dokumenter.
Til at tage backup af f.eks. harddiske i PC'er, anvendes backup-udstyr eller backup-robotter, som kopierer harddiskes indhold til f.eks. bånd eller DVD.

## Hukommelsebrug med forskellige formål
Hukommelsesbrug kan være specialiseret. F.eks. kaldes hukommelse:
- Instruktionshukommelse, instruktionslager – når hukommelsens information indeholder og skal fortolkes som cpu-instruktioner.
- Datahukommelse, datalager – når hukommelsens information indeholder og skal fortolkes som data.
- Register, adresseregister, statusregister – er f.eks. når hukommelsen er tæt koblet til digitale chips tænding og slukning af funktionsenheder eller statusflag/statuslinjer i elektroniske delkredsløb med digitale funktioner – f.eks. større integrerede kredsløb (cpu'er og mikrocontrollere...). Funktionsenhederne kan f.eks. være ALU, AD-konverter, PLL, multiplekser...
  - Akkumulator (processor) – er et register, der bliver anvendt til at gemme mellemresultater internt i f.eks. cpu'er.
- Cache
- Buffer (hukommelse)